# Emmy Lüthje

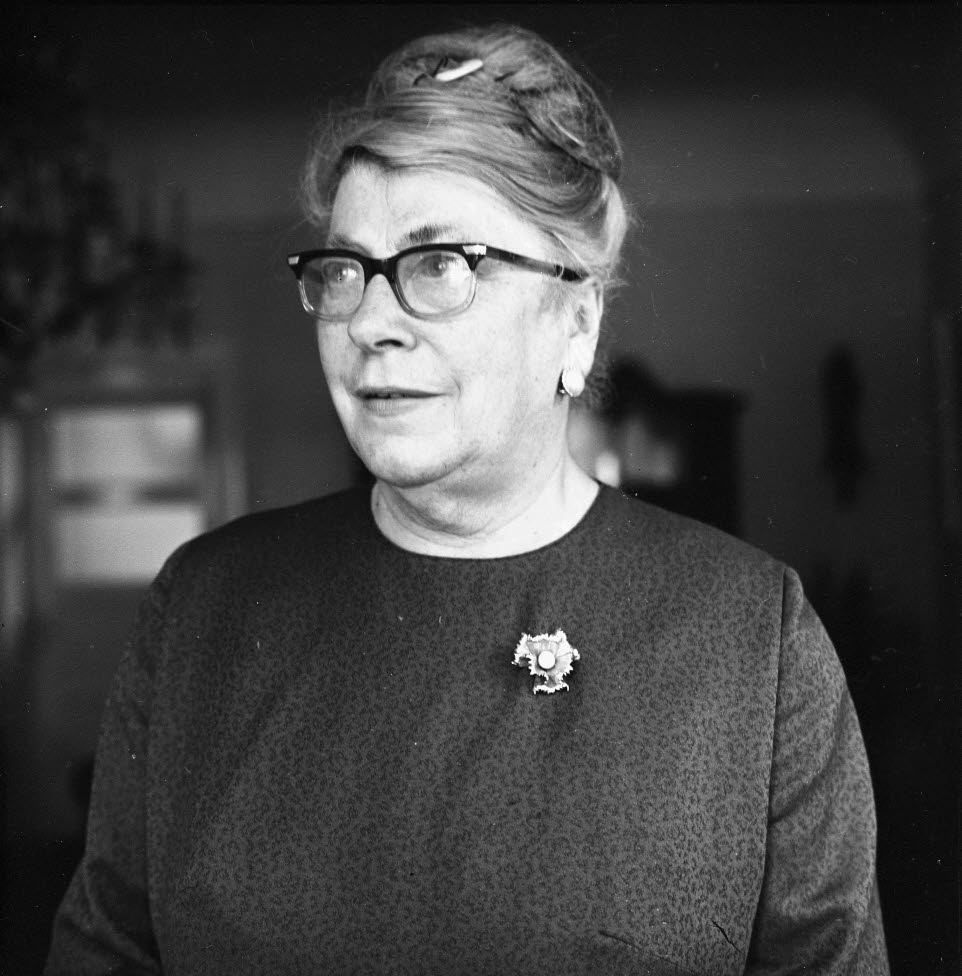
Emmy Lüthje (1966)

Emmy Lüthje (* 23. August 1895 in Lübeck; † 5. Februar 1967) war eine deutsche Politikerin der CDU.

## Leben und Beruf
Emmy Lüthje besuchte die höhere Töchterschule in Bergedorf. Nach dem Besuch einer privaten Chemieschule 1913/14 arbeitete sie als pharmazeutische Assistentin. Von 1926 bis 1933 war sie zweite Vorsitzende des Hausfrauenbundes in Kiel. Danker und Lehmann-Himmel charakterisieren sie in ihrer Studie über das Verhalten und die Einstellungen der Schleswig-Holsteinischen Landtagsabgeordneten und Regierungsmitglieder der Nachkriegszeit in der NS-Zeit als „angepasst / ambivalent“.
1949 beteiligte sie sich an der Wiedergründung des Deutschen Hausfrauenbundes, dessen Vorsitzende sie von 1949 bis 1952 war. Außerdem gehörte sie dem Vorstand der Landesvereinigung für Milchwirtschaft an. Nachdem Lüthje 1952 durch Fini Pfannes als DHB-Präsidentin verdrängt wurde, gründete sie eine Hausfrauen-Union als Gegenverband, deren Bundesvorsitzende sie wurde.
Emmy Lüthje, die evangelisch-lutherischen Glaubens war, war verheiratet und hatte zwei Kinder.

## Partei
Lüthje wurde 1946 Mitglied der CDU und bald auch Vorsitzende des CDU-Landesfrauenausschusses. Vom 16. Oktober 1947 bis zum 19. März 1948 verbot ihr die Militärregierung jegliche politische Arbeit. Grund waren Meinungsäußerungen Emmy Lüthjes, die der Militärregierung missfallen hatten. So hatte sie im Zusammenhang mit den Demontagen der Briten geäußert, dass „England dieses Wort Made in Germany nicht liebe“ und dass die deutschen Grenzen von 1937 wiederhergestellt werden müssten, damit die Flüchtlinge in ihre Heimat zurückkehren könnten. Nach fünf Monaten hob die Besatzungsmacht den Bann, der ursprünglich auf sechs Monate befristet war, wieder auf.

## Abgeordnete
Vom 2. Oktober 1946 (zweiter ernannter Landtag) bis 1958 war Emmy Lüthje Landtagsabgeordnete in Schleswig-Holstein. Sie vertrat den Wahlkreis Kiel-Mitte im Parlament, von 1947 bis 1958 als Schriftführerin. 1946/47 war sie Vorsitzende des Landtagsausschusses für das Gesundheitswesens.
Der Landtag entsandte sie in die erste und zweite Bundesversammlung, die am 12. September 1949 bzw. am 17. Juli 1954 jeweils Theodor Heuss zum Bundespräsidenten wählte.

## Ehrungen
Am 29. September 1958 wurde Emmy Lüthje das Verdienstkreuz 1. Klasse des Bundesverdienstkreuzes verliehen.